# WNYW
WNYW（仮想チャンネル5・UHFデジタルチャンネル27）は、アメリカ・ニューヨーク州ニューヨーク市にライセンス供与されているFOXテレビネットワークの旗艦テレビ局。フォックス・コーポレーションの子会社であるフォックス・テレビジョン・ステーションズが所有する当局は、ニュージャージー州セカーカスにライセンス供与されているマイネットワークTV旗艦局のWWOR-TV（チャンネル9）との複占の一部である。両局は、マンハッタンのレノックス・ヒル地区の東67丁目にあるフォックス・テレビジョン・センター（Fox Television Center）のスタジオを共有している一方、WNYWの送信所はワン・ワールド・トレード・センターにある。

## 歴史

### デュモンの起源（1944年〜1956年）
WNYWの歴史は1938年に遡り、テレビセットと機器の製造業者であるアレン・B・デュモンがニュージャージー州パサイクに実験放送局「W2XVT」を設立した。同局のコールサインは、1940年にマンハッタンに移転したときに「W2XWV」に変更された。1944年5月2日に、ニューヨーク市で3番目の商業免許を取得した。コールサインはデュモンのイニシャル（Allen B. DuMont）で構成され、「WABD」としてVHFチャンネル4で放送を開始した。第二次世界大戦中も放送を続けた数少ないテレビ局の1つであり、アメリカで4番目に古い連続放送の民間放送局となっている。当初、515 マディソン・アベニューのデュモン・ビルディングにスタジオがあり、同じビルの頂上に送信所の塔があった（同局から長い間放置されていた元の塔は、まだ残っている）。1945年12月17日、WABDはチャンネル5に移行した。WNBT（現：WNBC）は、翌春、FCCがVHFテレビ放送帯域から割り当てを解除していたチャンネル1から移動して、チャンネル4を引き継いだ。

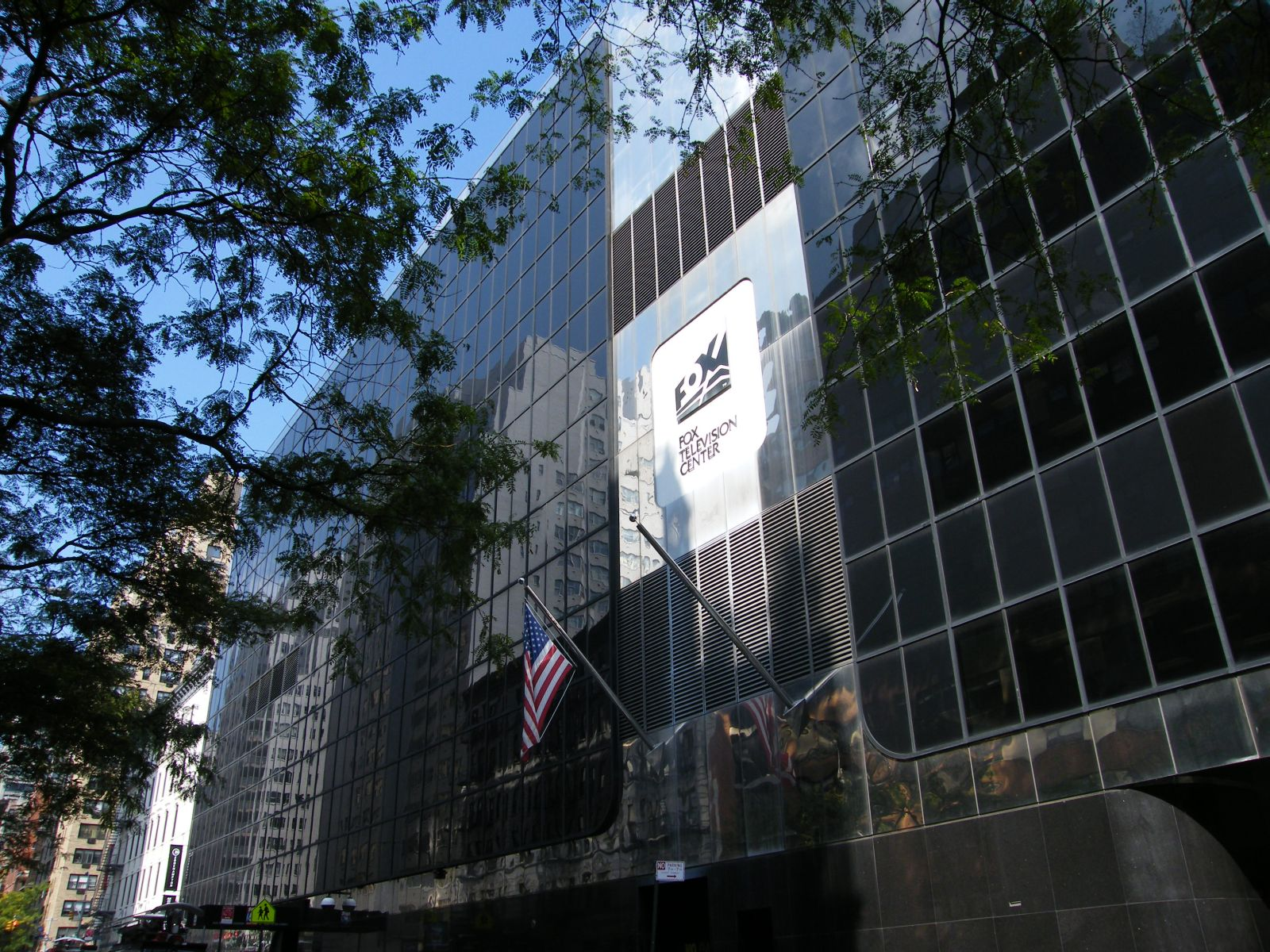
WNYWのスタジオ、マンハッタンの東67丁目にあるフォックス・テレビジョン・センターは、1954年にデュモン・テレセンターとしてオープンした。

チャンネル5が商用ライセンスを取得した直後、デュモン・ラボラトリーズ（DuMont Laboratories）は、ワシントンD.C.（現：WTTG） にあるデュモン所有の実験放送局であるWABDとW3XWTの間の一連の実験的な同軸ケーブル接続を開始した。これらの接続は、世界で最初に認可された商用テレビネットワークであるデュモン・テレビジョン・ネットワークの始まりだった（ただし、NBCは1940年にはニューヨークの放送局WNBTからフィラデルフィアとスケネクタディの放送局にいくつかの番組と特別イベントを配信していた）。デュモンは、1946年にWABDを旗艦局として定期ネットワークサービスを開始した。1954年6月14日、WABDとデュモンは、かつてジェイコブ・ルパートのセントラル・オペラ・ハウス（Central Opera House）が占めていたスペースのシェル内にあるマンハッタンのレノックス・ヒル地区東67丁目205番地にある500万ドルのデュモン・テレセンター（DuMont Tele-Centre）に移転した。チャンネル5は現在も同じ建物に本社を置いており、後にメトロメディア・テレセンター（Metromedia TeleCenter）と改名され、現在はフォックス・テレビジョン・センター（Fox Television Center）として知られている。
1955年2月までに、デュモンはネットワークテレビで続けることができないことに気付いた。アメリカの殆どの都市では、NBCとCBSが主要なテレビ局との提携を確保していたため、デュモンの番組が視聴者を開拓し、広告費を集めることは困難だった。デュモンは、ネットワークの運用を終了し、WABDとワシントンの放送局WTTGを独立局として運用することを決定した。デュモンはかつて、ピッツバーグのWDTVを地元に拠点を置くウェスティングハウス・エレクトリック・コーポレーションに売却しており、これがデュモンの終焉を早めたと言われている。こうしてWABDは、WOR-TV（チャンネル9）、WPIX（チャンネル11）、ニュージャージー州ニューアークで認可されたWATV（チャンネル13）と並んで、ニューヨーク市場で4番目の独立局になった。
デュモンが1955年8月にネットワーク事業を縮小した後、デュモン・ラボラトリーズはWABDとWTTGをスピンオフして、新しい会社であるデュモン・ブロードキャスティング・コーポレーション（DuMont Broadcasting Corporation）を設立した。チャンネル5は、1957年4月にデュモンがWNEW（1130 AM、現：WBBR）を購入した時に姉妹局を獲得した。この契約には、連邦通信委員会（FCC）によるFMラジオ局の建設許可も含まれており、1958年8月の運用開始時に102.7 WNEW-FMとして放送された。

### メトロメディア時代（1957年〜1986年）

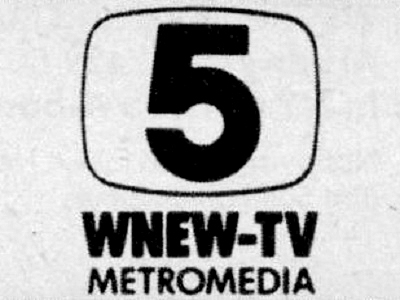
1984年から1986年まで使用されたWNEW-TVとしての最後のロゴ。

1958年5月、デュモン・ブロードキャスティングは、かつての親会社と区別するために、メトロポリタン・ブロードキャスティング・コーポレーション（Metropolitan Broadcasting Corporation）に社名を変更した。4ヶ月後の1958年9月7日、WABDのコールレターは、ラジオの姉妹局と一致するように「WNEW-TV」に変更された。1958年の最後の主要な企業取引は12月に行われた。ワシントンに拠点を置く投資家ジョン・クルーゲは、パラマウント・ピクチャーズのメトロポリタン・ブロードキャスティングの支配権を取得し、自身を同社の会長に任命した。メトロポリタン・ブロードキャスティングは全米に持ち株を拡大し始め、1961年に社名をメトロメディアに変更した。しかし、メトロメディアのテレビ局・ラジオ局の所有物には、1967年までメトロポリタン・ブロードキャスティングの名前が使用されていた。
1960年代初頭、WNEW-TVは地元の子供向け番組制作のリーダーだった。それらには、『ロンパールーム』（1966年にWOR-TVに移るまで）、『サンディ・ベッカー・ショー』、後に『ワンダラマ』として知られる『ソニー・フォックス・ショー』が含まれていた。ボブ・マカリスターは1967年に『ワンダラマ』のホストを引き継ぎ、1970年までに他のメトロメディア放送局にシンジケート化された。WNEW-TVはまた、1966年に『ジェリー・ルイスのMDAレイバー・デイ・テレソン』を開始し、1986年に後に姉妹局WWOR-TVに移動して2012年まで放映されるまで、この番組を毎年放送していた。1960年代初頭、サンディ・ベッカーの前に、教育シリーズ『国際研究におけるコロンビア講義』が平日の早朝に放映され、他のメトロメディア放送局に配信された。また、『舞台芸術祭（Festival of the Performing Arts）』などの文化番組を放映した。しかし、当時の同局のプライムタイムスケジュールは、最近終了した『ピーター・ガン』、『アウトローズ』、1950年代版の『再現ファイル/捜査網』などの犯罪ドラマの再放送に支配されており、過度に暴力的な番組に対して批判を受けていた。1970年代から1980年代初頭にかけて、ゲイブ・プレスマンがホストを務める毎週の広報番組、『PMマガジン』のニューヨーク版、及びリー・レナードがホストを務め、後にビル・ボッグスがホストを務める毎日のトーク/情報番組『ミッデイ・ライブ（Midday Live）』も含まれていた。WNEWでは、映画、アニメ、ネットワーク外のシットコム、ドラマシリーズ、22:00のプライムタイムの夜間ニュース放送も行っていた。
1970年代までに、チャンネル5は国内で最も強力な独立局の1つになった。WOR-TVとWPIXは最終的に全国的なスーパーステーションとしての地位を獲得したが、WNEW-TVはニューヨークで最も視聴率の高い独立テレビ局だった。1970年代初頭から1980年代後半にかけて、チャンネル5は、アップステート・ニューヨークの大部分、ペンシルベニア州東部とニューイングランド南部の一部を含む、アメリカ北東部の大部分で地域のスーパーステーションとして利用できた。

### FOX時代（1986年〜現在）
1985年5月4日、20世紀フォックス映画スタジオの支配権を最近購入したルパート・マードックのニューズ・コーポレーションは、WNEW-TVを含むメトロメディアの6つの独立テレビ局の買収を発表した。発表と買収の合間に、メトロメディアへの言及はチャンネル5のブランディングから大部分が段階的に廃止された。ほぼ1年後の1986年3月7日、チャンネル5のコールサインが現在の「WNYW」に僅かに変更された。この変更は、異なる所有権を持つテレビ局とラジオ局が同じコールサインを共有することを禁止するFCC規則（現在は有効ではない）により行われた。WNYWは、1986年10月9日に発足したフォックス・ブロードキャスティング・カンパニー（Fox Broadcasting Company、FOX）の礎を築いた、元メトロメディアの独立局の1つである。
WNYWのスケジュールは、ネットワークの最初の数年間、FOXが週に2夜、深夜と週末にのみ番組を放映したため、最初は殆ど変更されなかった。FOXが7夜分の番組を放送し始めたのは1993年のことだった。1986年秋に、ネットワーク所有の放送局の外観を呈し始めたが、チャンネル5は、1980年代後半まで、数十年前のシンジケートアニメ、シットコム、映画を配信し続けた。その結果、チャンネル5は依然として独立局であると考えられていた。
マードックには、チャンネル5の購入が確定する前に、克服しなければならないローカルな障害が1つある。ニューズ・コーポレーションは1976年から「ニューヨーク・ポスト」を所有しており、FCCのメディア所有規則は、同じメディア市場における新聞と放送ライセンスの共有を禁じていた。FCCは、ニューズ・コーポレーションがメトロメディアのテレビ局の買収を完了できるようにするために、「ポスト」とWNYWを保持するための一時的な権利放棄をマードックに認めた。ニューズ・コーポレーションは1988年に「ニューヨーク・ポスト」を売却したが、5年後に相互所有規則を永久に放棄して同紙を買い戻した。
1986年夏の終わりに、WNYWは、「タブロイド・テレビジョン」番組としてラベル付けされた最初の番組の1つである、夜のニュースマガジン『ア・カレント・アフェアー』をデビューさせた。元々はローカル番組だったが、元ワシントンの姉妹局WTTGのモーリー・ポヴィッチが最初にアンカーを務めた（彼はまた、WNYWの夕方ニュース番組を少しの間アンカーを務めた）。放送開始から1年以内に、『ア・カレント・アフェアー』はFOXが所有する他の放送局にもシンジケートされた。1988年に、シリーズは全国的なシンジケートに入り、1996年に番組の最初の化身が終了されるまでそこにとどまった。1988年8月1日、平日朝のアニメをやめて、『グッデイ・ニューヨーク』というタイトルのローカルニュース・情報番組を放映し、それは今日まで続いている。
FOXネットワークの開局後、北東部の殆どの市場が独自のFOX提携局を持っていたため、WNYWは市場外のスーパーステーションリーチの多くを失った。1990年代後半にWICZ-TVとWFFF-TVがネットワークに加わるまで、ビンガムトン地域とプラッツバーグ - バーモント州バーリントン市場のニューヨーク側のケーブルで見られ続けた。
2001年、FOXはクリス＝クラフト・インダストリーズが所有するテレビ局グループであるBHCコミュニケーションズを買収し、WNYWとかつてのライバルであるWWOR-TVとの間に事実上複占を生み出した。2001年秋、Fox Kidsの平日のブロックを廃止し、FOXがその年末にネットワークの平日の子供向けラインナップを廃止するまで、さらに数ヶ月放送されたWWOR-TVに移動した。2004年、FOXテレビジョン・ステーションズ（Fox Television Stations）は、WWORの業務をセカーカスからマンハッタンのフォックス・テレビジョン・センターにあるWNYWの施設に移すと発表した。いくつかのオフィス機能は合併されたが、マンハッタンへの完全な移動の計画は、ニュージャージー州下院議員スティーブ・ロスマン（その下院選挙区にはセカーカスが含まれる）と上院議員フランク・ローテンバーグからの圧力により、マンハッタンへの移動はWWORの放送ライセンスの条件に違反するという理由でその年の後半に放棄された。同社はWNYWの運営をセカーカスに移すことも検討したが、最終的にはフォックス・テレビジョン・センターに残ることを決定した。
2001年9月11日、ハイジャックされた2機の飛行機がワールド・トレード・センターの北と南のタワーに衝突して破壊した時、WNYW、他の8つのニューヨーク市のテレビ局、及びいくつかのラジオ局の送信施設が破壊された。WNYWは、1970年代にワールド・トレード・センターに移されるまで、送信施設があったエンパイア・ステート・ビルディングの屋上にあるアンテナに移された。2010年代後半までに、送信所は新しく建設されたワン・ワールド・トレード・センターに戻った。
2006年4月、フォックス・インタラクティブ・メディアの「MyFox」プラットフォーム上にウェブサイトを立ち上げた最初のFOX所有企業となり、拡張されたコンテンツ、より多くのビデオ、ブログやフォトギャラリーなどの新しいコミュニティ機能を特徴とした。MyFoxサイトは後にワールドナウにアウトソーシングされ、2015年からラカナに委託され、その後「MyFox」ブランドは廃止された。
2010年10月15日、ニューズ・コーポレーションは、FOXとケーブルビジョンの間の論争により、WNYW、WWOR、共同所有のケーブルチャンネルであるフォックス・ビジネス・ネットワーク、フォックス・ディポーテス、ナショナル・ジオグラフィック・ワイルドの信号を、ニューヨークのテレビ市場エリアのケーブルビジョンシステムから撤去した。ケーブルビジョンは、ニューズ・コーポレーションが、紛争のために削除されたものを含め、FOXが所有する12のチャンネルの放送を更新するために、年間1億5,000万ドルを要求したと主張した。ケーブルビジョンは、2010年10月14日に拘束力のある仲裁に提出することを申し出た。ニューズ・コーポレーションはケーブルビジョンの提案を拒否し、「公正な交渉を拒否したことに対してケーブルビジョンに報いる」と述べた。2010年10月30日に、WWOR、WNYW、3つのケーブルチャンネルが復旧し、ケーブルビジョンとニューズ・コーポレーションが新しい放送契約を結んだ。
ニューズ・コーポレーションが2013年6月28日に2つの会社に分割され、その出版資産（「ニューヨーク・ポスト」を含む）が新しいニューズ・コープにスピンオフされた後、WNYWは21世紀フォックスの一部となった。2017年12月14日、ABCが所有・運営する放送局WABC-TV（チャンネル7）の所有者であるウォルト・ディズニー・カンパニーは、規制当局の承認待ちで、21世紀フォックスの資産を661億ドルで購入する意向を発表した。4つの主要ネットワーク間の合併を禁止するFCC規則の下では違法であるため、この売却には、FOXネットワーク、マイネットワークTV、WNYW、WWOR、FOXテレビジョン・ステーションズユニット、またはその他の放送資産は含まれていなかった。所有権はフォックス・コーポレーションという新会社に譲渡され、2019年3月18日に正式に分割が完了した。
2018年秋、WWORのライセンスが更新された後、FCCのメインスタジオ規則（ライセンス条件としてWWORがニュージャージーから運営することを義務付けていた）が廃止されてから数ヶ月後、FOXテレビジョン・ステーションズは、かつてのセカーカススタジオをハーツ・マウンテン・インダストリーズに405万ドルで売却し、WWORの業務をフォックス・テレビジョン・センターのWNYWに統合した。

## 番組

### ローカル制作番組
1966年にWNEWは、当初は同局だけで見られるチャリティーイベントだった『ジェリー・ルイスのMDAレイバー・デイ・テレソン（The Jerry Lewis MDA Labor Day Telethon）』の初版を制作した。1968年、同テレソンはアメリカ北東部の6つの放送局のネットワークに拡大し、「ラブ・ネットワーク（Love Network）」と呼ばれ、WNEWが旗艦局として機能した。WNEWは番組のローカル枠を制作し、1966年から1986年まで、前日の日曜日夜からレイバー・デーの夜まで放送された。テレソンは1987年に将来の姉妹局WWOR-TVに移動し、そこで2012年まで放映され、『MDAショー・オブ・ストレングス（MDA Show of Strength）』として知られる短編スペシャルになった。テレソンは2013年に全国放送としてABCに移り、2014年に最後のテレビ放送が行われた。
1980年に、『Big Apple Minute（ビッグ・アップル・ミニット）』というタイトルの1分間の小作品の制作を開始し、WNEWのオンエアチームがニューヨーク市周辺のアトラクションをツアーした。これらは1987年まで続き、FOXによる同局の買収と1986年のコールレターの変更に続いた。WNEWはまた、1980年から1988年まで、それが『PM』と呼ばれていたWWORに移管されるまで、『PMマガジン』のニューヨーク市版を制作した。『イブニング・マガジン（Evening Magazine）』（グループWが所有する放送局に一般的に用意されている名前）に改名され、1989年の終了まで放送された。
WNYWはまた、2006年から2015年までプエルトリカン・デー・パレードを放送した。
現在、いくつかのローカル番組を制作している。『チェイシング・ニュージャージー』は、ニュージャージー地域に影響を与えるヘッドラインや問題に焦点を当てたコーナーやニュース記事を特徴とする毎日の番組である。この番組はフェアファックス・プロダクションズ（Fairfax Productions）によって制作され、姉妹局WWOR-TVで放映された後、夜通しの枠で放映される。『Good Day Street Talk（グッデイ・ストリート・トーク）』は、アントワン・ルイス（Antwan Lewis）がホストを務める週1回の地域社会問題番組である。

### スポーツ番組
ネットワークのスポーツ部門を通じて、WNYWは過去数年間、ニューヨークのチームを特集した主要なスポーツチャンピオンシップを放映してきた。1995年のナショナル・ホッケー・リーグのネットワークの報道の一環として、ニュージャージー・デビルスが最初のスタンレー・カップで優勝した際、WNYWはスタンレー・カップ・ファイナルのゲーム1と4を放映した。
1999年から2001年まで、WNYWはニューヨーク・ヤンキースの試合の放映権を保持し、長年の放送局WPIXに取って代わった。最初の契約では、WNYWと実際の権利所有者であるマディソン・スクエア・ガーデン・ネットワークが2001年までヤンキースの試合を行っていた。チームの試合の放送は、WCBS-TVとの共同協定を通じて、新しいYESネットワークに移された。これは2004年シーズンまで続き、WWOR-TVが 2005年から放送を引き継いだ。WNYWは、メジャー・リーグ・ベースボールとのFOXの全国放送契約を通じて、ヤンキースの試合を引き続き放映し、このパッケージを通じて、ヤンキースが1996年、1998年、2000年、2009年にタイトルを獲得した際、ワールドシリーズを放映した。2022年現在、ヤンキースの試合を放送する唯一の放送局であり、かつてWPIXが放映していた試合の権利がAmazonに売却された。また、FOXのMLB報道で特集されているメッツのレギュラーシーズンの試合も放映し、前述の2000年のワールドシリーズで同じ街のヤンキースに敗れ、2015年のワールドシリーズでカンザスシティ・ロイヤルズに敗れた。
同ネットワークが1994年にスポーツ部門を設立して以来、チャンネル5で行われる殆どのスポーツイベントはFOXスポーツを通じて提供されてきた。当時、ネットワークはNFLの部分的なテレビ放映権とNFCの主要な放映権を取得していた。この結果、WNYWはニューヨーク・ジャイアンツの非公式の「ホーム」放送局となり、厳選されたテレビ放送が放送された。WNYWで放映された注目すべきジャイアンツの試合の中には、ジャイアンツが、当時18対0で、NFL史上2番目のパーフェクトシーズンから1勝離れたニューイングランド・ペイトリオッツを破ることで、17年間のタイトル不振に終止符を打った第42回スーパーボウルでの勝利がある。さらに、2018年シーズンから、2021年シーズンまで、NFLネットワークと共有する『サーズデーナイトフットボール』パッケージの一部として、チームの木曜日夜のゲームを（木曜日夜のジェッツのゲームと共に）放映した。現在、ジャイアンツの試合はWCBS-TV（『NFL on CBS』を通じて）、WABC-TV（『マンデーナイトフットボール』）、WPIX（『マンデーナイトフットボール』（WABC-TVが放送していない場合））、WNBC（『NBCサンデーナイトフットボール』を通じて）の間でローテーションされている。通常は、ホームでNFCの対戦相手と対戦する時、WNYWはまた、ジェッツが参加する少なくとも2つのゲームを毎年放映している。2014年以降、NFLの新しい「クロスフレックス」放送ルールの一環として、より多くのジェッツの試合がWNYWで放映されるようになった。メットライフ・スタジアムで行われた第48回スーパーボウルのローカル報道も提供した。
2020年のXFLの再開に伴い、FOXの放映権を通じて、WNYWがニューヨーク・ガーディアンズのローカル放映パートナーとしての任務を引き受けた。

### ニュース事業
WNYWは、毎週45時間半のローカル制作のニュース番組を放送している（平日は8時間半、土曜日は2時間、日曜日は1時間）。週末夕方のニュースを放送するFOX加盟局の標準と同様に、WNYWの土・日曜日18:00のニュースは、ネットワークスポーツの報道により、遅延またはプリエンプション（先取り）の対象となる。WNYWと姉妹局WWOR-TVは、ニューヨークとフィラデルフィアの市場が重複するニュージャージーの地域で、フィラデルフィアの姉妹局WTXF-TVとリソースを共有している。当局は、両市場がサービスを提供するニュージャージー郡で発生するニュース記事のリポーターを共有する。
1944年、チャンネル5の最初のニュース番組は『Late Night News』だった。1945年、チャンネル5のニュース部門は、ニュース放送のブランドを『TV5 Late Report』に変更し、1962年から1967年3月10日まで『TV5 24 Hours』に再度ブランドを変更した。
当局には、アメリカで最も長く放送されているプライムタイムのローカルニュース番組の1つがある。WNYW（WNEW-TVとして）は、1967年3月13日にニューヨーク市場で最初のプライムタイムニュースである22:00のニュースを開始した。毎晩、同番組（元々は2001年まで『The 10 O'Clock News』として知られており、現在は2021年から使用されている）の開始前に、シンプルでありながら今ではよく知られている「It's 10 p.m., Do you know where your children are?（午後10時です。あなたの子供がどこにいるか知っていますか?）」というアナウンスは、元々WNEW-TVのオンエアプロモーションディレクターであるメル・エプスタイン（Mel Epstein）が伝え、後にスタッフアナウンサーのトム・グレゴリー（このアナウンスは同番組の前に引き続き表示される）が伝えた。国内の他のテレビ局は、独自の22:00（または23:00）のニュースにこのタグラインを使用し始めた（これは、各市場での夜間外出禁止令の開始によって異なる場合がある）。有名人は1980年代にスローガンを読むためによく起用され、1970年代後半のある時期に、同局はその日の早い時間に「It's 6 p.m., have you hugged your child today?（午後6時です。今日は子供を抱きしめましたか?）」という暖かいアナウンスを追加した。1975年から1985年にかけて、22:00のニュースでは、保守派のマーティン・アベンド（Martin Abend）とリベラル派教授のシドニー・オフィットを対決させる毎晩の論説討論が注目された。
1970年代初頭、ニュース部門は30分間の番組『Sports Extra（スポーツ・エクストラ）』を開始し、日曜日22:30に放映し、現在も放送を続けている。WNEWが確立された22:00の枠以外で初めてニュースを番組化したのは1985年で、ジム・ライアン（元：WNBC）とジュディ・リヒト（Judy Licht）がアンカーを務める30分間の正午のニュース番組である短命の『First Edition News』を初放送した時で、番組が12:30の『Midday（ミッデイ）』で12:00に移動して間もなく『Midday Live with Bill Boggs（ミッデイ・ライブ・ウィズ・ビル・ボッグス）』のリードインとして機能した。
マードックからの買収が完了した後、ニュースへの取り組みを強化し始めた。1988年に、単に『Fox News at Seven』として知られる19:00からの30分間のニュース番組が初放送され、1993年に終了された。1988年8月1日、2時間の『グッデイ・ニューヨーク（Good Day New York）』の開始と共に、平日朝のニュース番組を放送する最初のFOX加盟局となった。開始から5年以内に、同番組はニューヨーク市の市場でトップクラスの朝の番組となった。1991年、ニューヨークを拠点とする作曲家のエド・カレホフが『ザ・プライス・イズ・ライト』などのゲーム番組のテーマや音楽の合図を作曲することで有名な、新しい、そして最終的には非常に人気のある音楽パッケージを作曲した。FOXの買収以来、WNYWのニュース番組はよりタブロイド紙のスタイルになり、『サタデー・ナイト・ライブ』でパロディ化されるまで、ジョークの餌食になっている。消費者リポートコーナーの問題解決者は、『ザ・デイリー・ショー』で同じ扱いを受けた。
WNYWは、2001年9月11日に発生した世界貿易センターへのアメリカ同時多発テロ事件を報道した最初のテレビ局だった。8:48（東部標準時）にコマーシャルを中断し、アンカーのジム・ライアンとリポーターのディック・オリバーによる最初の公開リポートを配信した。WNYWは、この報道のデジタル化されたコピーを2012年7月にインターネットアーカイブに寄贈した。2002年、夕方のニュース番組を復活し、平日17:00から18:30まで90分間のニュースブロックを開始した。チャンネル5の35年間のベテランであるアンカーのジョン・ローランドは、2004年6月4日に引退し、元NBCニュース記者のレン・キャノンは、リポーターとしてWNYWに移籍し、しばらく前にアンカーを務めていたが、当初はローランドの後任として指名された。数か月後、ベテランのニューヨーク市のアンカーマンであるアーニー・アナストス（当時はWCBS-TVでアンカーを務めていた）がWNYWと複数年契約を結び、キャノンをリードアンカーに置き換え、キャノンは、アナストスの契約が発表された直後に、当局との契約の解除を要求し、許可された。アナストスは2005年7月にWNYWに加わり、キャノンは2006年春にヒューストンのKHOUに主任アンカーとして参加した。2006年4月3日、WNYWは、新しいセット、テーマ音楽、グラフィックパッケージをデビューさせ、FOXが直営する全ての放送局の標準となったタンパ姉妹局のWTVTによって最初に採用された放送中の外観に基づいた新しいロゴを導入した。
2008年11月9日、ニューヨーク市の5番目のテレビ局となり、地元のニュース番組を高解像度で放送し始めた。2009年7月13日、『グッデイ・ニューヨーク』は、番組の5時間目が9:00から10:00まで追加されて拡大し、正午のニュースは順番に終了された。2009年秋、NBC直営局のWNBCと、ヘリコプターからの映像を同局と共有するためのローカルニュースサービス（LNS）契約を締結し、WNYWのヘリコプター「SkyFox HD」は、放送上で「Chopper 5」に名称が変更されたが、「SkyFox」の名称は2010年に復活し、「Chopper 4」の名称は引き続きWNBCで使用されている。LNS契約は、WNBCが独自のヘリコプター運用を開始した2012年に終了し、WNYWはその後、CBSが所有するWCBS-TVとヘリコプター共有契約を締結した。

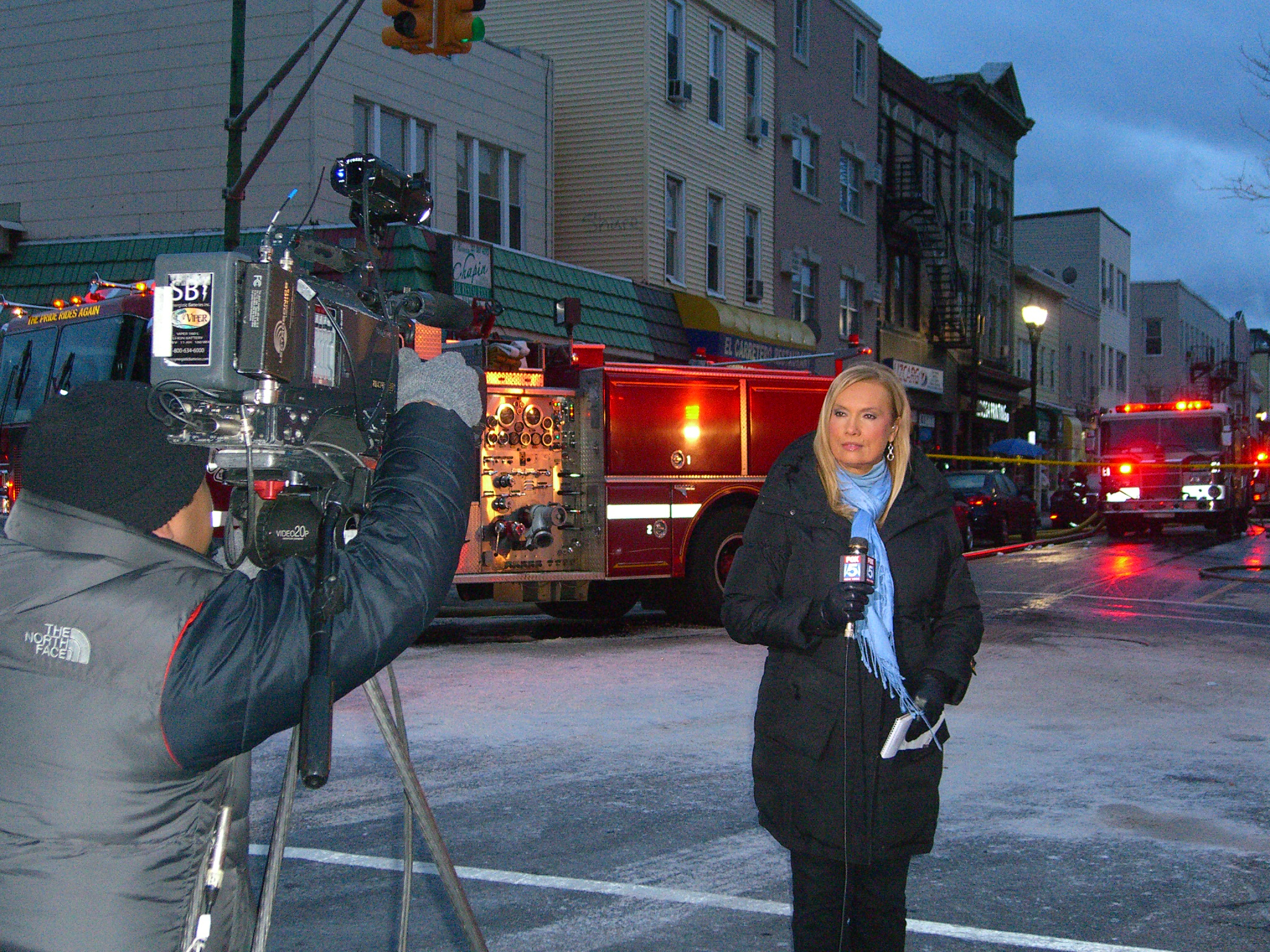
ニュージャージー州ユニオンシティでの2012年1月の火災についてリポートしているFOX 5リポーターのリサ・エバーズ。

2009年9月16日の22:00のニュースで、アンカーのアーニー・アナストスは、気象キャスター代表のニック・グレゴリーと冗談の言い合いをしながら、「その臆病者をクソし続ける（keep fucking that chicken）」と付け加えて、「優しい予測をするのはタフな男が必要だと思う（I guess it takes a tough man to make a tender forecast）」と言って、生放送で罰当たりにし、事件と放送中の失言の他のビデオがYouTubeに登場した際、事件はいくつかの悪評を得て、アナストスとWNYWをABCの『ジミー・キンメル・ライブ!』のジョークのテーマにした。アナストスは、翌日22:00のニュースで当該事件について謝罪した。
2014年6月5日、WNYWは、より話題性の高いインタラクティブな番組として、18:00のニュースをリニューアルし、同年6月6日、エンターテインメント・ライフスタイル・音楽番組『フライデー・ナイト・ライブ（Friday Night Live）』を開始した（通常、22:00のニュースの後半の30分が占める時間枠で放映される）。これに続いて、週末の9:00から12:00まで放送される毎時ニュースの更新が同年6月7日に開始した（WNYWは、ニューヨーク市市場で唯一のニュース制作英語ネットワークO&Oであり、土・日曜日朝に本格的なローカルニュース番組を配信しておらず、そしてロサンゼルスのKTTVと並んで、週末朝のニュース番組のない2つのFOXが直営する2つの放送局の1つである）。
2021年1月の時点で、WNYWは、ニューヨーク市市場で唯一、ワイドスクリーンの標準解像度でフィールドビデオを表示し続けているニュース制作局で、他の全ての放送局は、フィールドビデオの全てまたは殆どを高解像度で放送する。

#### 現在の出演者
- ロザンナ・スコット（英語版） - アンカー（1986年〜現在）
- ロリ・ストークス（英語版） - アンカー（2017年〜現在）
- ニック・グレゴリー（英語版）（AMS承認シール) - 気象キャスター代表（1986年〜現在）
- オードリー・プエンテ（英語版）（AMSメンバー、全米気象協会（英語版）メンバー） - 気象学者
- リサ・エバーズ（英語版） - 一般任務記者
- ティナ・セルバシオ（英語版） - スポーツアンカー

#### 過去の出演者
- アーニー・アナストス（英語版） - アンカー（2005年〜2020年）
- ジョディ・アップルゲイト（英語版）（後にWPIX）
- テックス・アントワン（英語版）D（1978年）
- ヴァネッサ・アルファノ（英語版）（現在、自身のブログを運営している）
- アンディ・アドラー（英語版）（2007年〜2010年、現：WPIX）
- ジュリー・バンデラス（英語版）（現：FOXニュースチャンネル）
- サンディ・ベッカー（英語版）D
- ビル・ボッグス（英語版）（1975年〜1986年、現：公共放送サービス）
- ディック・ブレナン (ジャーナリスト)（英語版）（現：WCBS-TV・WLNY-TV（英語版））
- ジャック・カフェルティ（英語版）（1989年〜1992年、現在は引退）
- ジュリー・チャン（英語版）（2008年〜2012年、現在はロサンゼルスのKTTV（英語版））
- ティ＝フア・チャン（英語版）（現：CBSニュース）
- ロン・クレイボーン（英語版）（1982年〜1986年、後にABCニュース→現在は引退）
- ロン・コーニング（英語版）（最近はダラスのWFAA-TV（英語版）にいた）
- ペニー・クローン（英語版）（引退）
- アンドレア・デイ（英語版）（1997年〜2011年、現：CNBC）
- アーノルド・ディアス（英語版）（2008年〜2014年、現：WPIX）
- ゴードン・エリオット（英語版）（1987年〜1990年代、後に『ザ・チュー（英語版）』のプロデューサー）
- カーター・エバンス（英語版）（現在、CBSニュースのロサンゼルス特派員）
- フランク・フィールド (気象学者)（英語版）（1995年〜1997年、現在は引退）
- リック・フォルバウム（英語版）（2006年〜2009年、現：アトランタのWGCL-TV（英語版））
- ソニー・フォックス（英語版）D
- クリス・ガイラス（英語版）（2003年〜2006年、現：バンクーバーのCHAN-DT）
- アンナ・ギリガン（英語版）（2013年〜2016年）
- マックス・ゴメス（英語版）（現：WCBS-TV）
- ステイシー・アン・グーデン（英語版）（現：News 12 Networks（英語版））
- トム・グレゴリー (ラジオ・テレビアナウンサー)（英語版）D
- ドナ・ハノーバー（英語版） （最近はWOR (AM)（英語版）にいて、その前はニューヨーク市のファーストレディだった）
- タイ・ヘルナンデス（英語版）（2010年〜2013年、現：ABCニュース)
- ジュリエット・ハディ（英語版）（現：WABC (AM)）
- ドン・アイマスD（最近は2018年3月に引退するまでWABC (AM)にいた）
- デニス・ジェームス（英語版）D（最初の番組ホスト）
- マイク・ジェリック（英語版）（現：WTXF-TV（英語版））
- ビル・ジョーゲンセン（英語版）（1967年〜1979年、後にWPIX、現在は引退）
- グレッグ・ケリー (テレビアンカー)（英語版）（2008年〜2017年、現：ニュースマックスTV（英語版））
- マーヴィン・キットマン（英語版）（テレビから引退）
- スカンヤ・クリシュナン（英語版）（2017年〜2019年、現：CBSニュース）
- マット・ラウアー（英語版）（後にNBC『トゥデイ』共同ホスト）
- リー・レオナルド（英語版）（1970年代半ば、現在は引退）
- ジュディ・リヒト（英語版）（後にWABC-TV、現在は引退）
- リンダ・ロペス（英語版）（後にWCBS (AM)（英語版）→現：ABCニュース）
- キャロル・マーティン (ジャーナリスト)（英語版）（現：WCBS-TV）
- ビル・メイザー（英語版）D
- ボブ・マカリスター（英語版）D
- チャック・マッキャン（英語版）D（後に声優）
- カート・メネフィー（英語版）（現：FOXスポーツ）
- コーラ＝アン・ミハリク（英語版）（後にWWOR-TV、現在は引退）
- ジョン・ミラー (ジャーナリスト)（英語版）（1983年〜1985年、その後WNBC→ABCニュース→CBSニュース→現：ニューヨーク市警察委員）
- マイルズ・ミラー（英語版）（現：WPIX）
- リサ・マーフィー（英語版）（元：ブルームバーグテレビジョン）
- ヘザー・ナウアート（後にアメリカ合衆国国務省報道官）
- ジル・ニコリーニ（英語版）（現：WPIX）
- ディック・オリバー（英語版）D
- クリスティーナ・パーク（英語版）（2018年5月16日にWNYWを辞任）
- ゲイブ・プレスマン（英語版）D
- デイブ・プライス（英語版）（現：WNBC）
- シモン・プロクペッツ（英語版）（現：CNN）
- モーリー・ポヴィッチ（英語版）（『モーリー (トーク番組)（英語版）』ホスト）
- ジーン・レイバーン（英語版）D
- ヴィクター・リーゼル（英語版）D
- ボビー・リバーズ（英語版）
- ジム・ライアン (リポーター)（英語版）（引退）
- ロキシー・ローカー（英語版）D
- ジョン・ローランド (リポーター)（英語版）（1969年〜2004年、現在は引退）
- ケン・ロサト（英語版）（2002年〜2003年、現：WABC-TV）
- スーピー・セイルズ（英語版）D
- バルク・シェムトフ（英語版）（2014年〜2019年）
- トニ・セネカル（英語版）（現：WLNY-TV『トニ・オン!・ニューヨーク（Toni On! New York）』ホスト）
- ローランド・スミス（英語版）（後にWCBS-TV→WWOR-TV→WRNN-TV、現在は引退）
- ルー・スティール（英語版）D
- テレサ・シュトラッサー（英語版）（テレビから引退）
- デイビッド・サスキンド（英語版）D
- マイク・ウォレスD

D物故者

## 大衆文化において
WNYWは、FOXのコメディアニメ『フューチュラマ』第1シーズン第12話「エイリアンが攻めてきたとき」で、1999年にフィリップ・J・フライによってWNYWが誤って放映された様子が描かれた。その結果、3000年に怒ったオミクロン星人が地球に侵入し（放送信号を受信したのは1000年後、1000光年離れていた）、『アリー my Love』風の番組『Single Female Lawyer（独身女性弁護士）』の終了を要求した。

## 技術情報

### サブチャンネル
デジタル信号は多重化されている。
| チャンネル | 解像度 | アスペクト比 | ショートネーム | 番組編成             |
| ---------- | ------ | ------------ | -------------- | -------------------- |
| 5.1        | 720p   | 16:9         | WNYW           | メインWNYW番組/ FOX  |
| 5.2        | 480i   | 16:9         | Movies!        | ムービーズ!          |
| 5.3        | 480i   | 16:9         | WEATHER        | フォックス・ウェザー |
| 5.4        | 480i   | 16:9         | theGrio        | TheGrio.TV           |
| 5.5        | 480i   | 16:9         | Decades        | ディケイズ           |

### アナログからデジタルへの変換
WNYWは、連邦政府が義務付けたアナログからデジタルテレビへの移行の一環として、2009年6月12日の23:59（東部時間）に、VHFチャンネル5を介したアナログ信号での通常の番組を終了した。シャットダウンは、シンジケート化された『ザ・シンプソンズ』の再放送のクロージングクレジット中に発生した。局のデジタル信号は移行前のUHFチャンネル44のままで、PSIPを使用してWNYWの仮想チャンネルをデジタルテレビ受信機で5として表示した。2009年までデジタルサブチャンネル5.2でWWORの番組を放送し、2009年にPSIPデータを変更して、WWORの番組を放送する仮想チャンネルを9.2に変更した。2019年現在、WWORの番組のチャンネルはWNYWと多重化されていない。